# Szűcs Attila (festő)
Szűcs Attila (Miskolc, 1967. április 29. –) Munkácsy Mihály-díjas magyar festőművész, a magyarországi képzőművészet kiemelkedő alakja.

## Élete
1985 és 1990 között a Magyar Képzőművészeti Főiskola festő szakán tanult, majd ugyanitt 1990 és 1993 között posztgraduális tanulmányokat folytatott. 1993–1996 között Derkovits-ösztöndíjas, illetve 1994-ben Barcsay-ösztöndíjas volt. Mestere Dienes Gábor. 1998-ban az olasz fővárosban dolgozott a Római Magyar Akadémia ösztöndíjasaként. 2003-ban részt vett a berlini Künstlerhaus Bethanien nemzetközi műterem-programjában. 1993–1997 között a budapesti Képző- és Iparművészeti Szakközépiskolában tanított, 1997–1998-ban és 2007–2008-ban a Magyar Képzőművészeti Egyetem tanára volt. Az 1980-as végétől kezdődően vesz részt rendszeresen képzőművészeti kiállításokon.

## Munkássága
Noha általában a figuratív vagy realista festészet talaján marad, jellegzetesen érzékeny fénykezelésének és provokatív színhasználatának is köszönhetően kompozíciói gyakran valóságon túli hatást keltenek. Festményeinek gyakran fotók, internetről letöltött képek vagy képeslapok szolgálnak alapul, amelyek hol személyes emlékek, hol pedig a kollektív emlékezet darabjai. Egyik központi témája az idő fogalma, ami viszont nem csak kutatásainak tárgya, de gyakran a festményeinek technikailag is bekomponált rendezőelve. Képei minden esetben komoly időbefektetést igényelnek, mert az időben nyilvánulnak meg, tárulkoznak, majd teljesednek ki, másrészt szinte fizikai jelenvalóként tematizálják az idő dimenzióját. Festészetének másik fontos technikai és tematikai problémafelvetése a fény, aminek metafizikai vonatkozásai már pályája kezdete óta foglalkoztatják. Mindezek mellett Szűcs Attila művészete a kortárs történeti festészet keretein, az emlékezetdiskurzuson alapuló filozófiai áramlatok tengelyében is értelmezhető.

## Kiállításai (válogatás)

### Egyéni kiállításai (válogatás)
- 2024 Researching for a Message, Wizard Gallery, Milánó, Olaszország
- 2023 Az utolsó aranykor portréi, Deák Erika Galéria, Budapest
- 2022 Duplicated Dreamer, Wizard Gallery, Milánó
- 2021 A kétely és a csodálkozás bősége, Deák Erika Galéria, Budapest
- 2020 Transhuman etudes, Centrul de Interes, Kolozsvár
- 2020 Solo Show, Wizard Gallery, London/Milánó
- 2020 Az eltűnés intenzitásai, A38 Hajó, Budapest
- 2019 Solo Show with FL Gallery, Art Verona PAD12, Stand H14, Verona
- 2018 Inside the Black Box, Deák Erika Galéria, Budapest
- 2017 Preparing for Lightness, Emmanuel Walderdorff Galerie, Düsseldorf
- 2016 Specters and Experiments, Ludwig Múzeum, Budapest
- 2015 Vertical Attractions, Erika Deák, Munich Temporary Gallery, München
- 2013 Still Light, Kepes Intézet, Eger
- 2013 Strange Light, Eric Hussenot Gallery, Párizs (with Alexander Tinei)
- 2011 Close to Eclipse, Emmanuel Walderdorff Gallery, Köln
- 2011 The Hidden and the Revered, Priska C. Juschka Fine Art, New York
- 2010 Exits, Deák Erika Galéria, Budapest
- 2008 Something about Light, Emmanuel Walderdorff Gallery, Köln
- 2007 Bubble Memory, WAX Museum, Budapest
- 2005 Élő lelkek, Irokéz Galéria, Szombathely
- 2004 Local News from Nowhere, Emmanuel Walderdorff Gallery, Köln
- 2003 Introduction to Losers, Deák Erika Galéria, Budapest
- 2003 New Pictures, Künstlerhaus Bethanien, Berlin
- 2002 Clean-room, Kiscelli Múzeum, Budapest
- 1994 Bartok 32 Galéria, Budapest
- 1990 Újlak Mozi, Budapest
- 1990 Várfok 14 Galéria, Budapest
- 1989 Szelep, Budapesti Műszaki Egyetem, Bercsényi Kollégium, Budapest
- 1987 Galéria 11, Budapest

### Csoportos kiállításai (válogatás)
- 2024 Suppose You Are Not, Ömer Koç Collection, Arter, Istanbul, Turkey
- Seeing Red, PhillipsX, London
- Preparing for Darkness, Vol. 8, Museum Kampa, Prague
- 2023 Becoming. The Force of Existence, HAB, Art Center Budapest
- 2022 MEN (THE MALE BODY IN ROBERT RUNTAK’S COLLECTION), The South Bohemian Gallery in the Castle Riding Hall in Hluboká nad Vltavou, Czech Republic
- 2021 MYTHOS WALD - FASZINATION UND FURCHT, Emmanuel Walderdorff Galerie, Aurachmühle Sägewerk Rumplmayr, Aurachmühl 3, Neukirchen
- 2020 TOP10-magyar kortárs, Vaszary Galéria, Balatonfüred
- 2019 Nikola Tesla-Mind from the future, Tesla Loft, Budapest
- 2019 Ludwig-30-Costumize/Testreszabás, Ludwig Múzeum, Budapest
- 2018 Just beneath reality, Marina Gisich Gallery, Szentpétervár
- 2018 A man is a man to another man, Alšova Jihočeská Galerie, České Budějovice
- 2017 Disruptive imagination, Vytvarneho Umeni V Ostrave Gallery, Ostrava
- 2016 This is not poetry! (Collapse of Emotions), Litomysl
- 2015 The Nude, S/2 Gallery, London
- 2013 Nightfall, Rudolfinum, Prága
- 2013 The World won’t listen, BSA, Horsens
- 2012 Face to Face, Frissiras Museum, Athén
- 2012 Nightfall, MODEM, Debrecen
- 2012 Mediations Biennale, National Gallery, Poznan
- 2011 After the Fall, Knoxville Museum of Art, Knoxville, USA
- 2011 Portrait of Power, Prague Biennale 5, Prága
- 2010 Hudson Valley Center for Contemporary Art, Peekskill, New York
- 2009 The New Refutation of Time, Magyar Nemzeti Galéria, Budapest
- 2008 The new force of painting, Frissiras Museum, Athén
- 2008 Voyage Sentimental, Poznan Biennale 2008, Poznan
- 2008 Central Europe Revisited II, Kismarton, Ausztria
- 2007 Eclectic Affinities among European Artists, Frissiras Museum, Athén
- 2006 Ninety-nine Years, MODEM, Debrecen
- 2006 Lost and Found, Staatliche Kunsthalle, Baden-Baden
- 2004 Still Lives, Ernst Múzeum, Budapest
- 2003 Wasser in Attersee, Atterseehalle, Linz
- 2002 Ungarische Kunst heute, Kulturabteilung Bayer AG, Dormagen
- 2001 Touches by Visual Art, Vytvarné Centrum Chagall, Ostrava
- 1999 Búcsú a XX. századtól, Magyar Nemzeti Galéria, Budapest
- 1999 Antológia, Ludwig Múzeum, Budapest
- 1997 Olaj/Vászon, Műcsarnok, Budapest
- 1996 Pillangóhatás, Műcsarnok, Budapest
- 1994 More than Ten, Ludwig Múzeum, Budapest

## Díjai, elismerései
- 1996 Smohay-díj
- 1997 Magyar Aszfalt Kft. Festészeti Díj, első helyezett
- 1998 Institute für den Donauraum und Mitteleuropa, Central European Culture Initiative Scholarship
- 1998 The MAK-Schindler Grant Program, Mackey Apartment House, Los Angeles
- 1998 Római Magyar Akadémia – ösztöndíj (Róma)
- 2005 Munkácsy Mihály-díj
- 2024 Prima-díj

## Könyvek
- 2023 Portraits of the Last Golden Age, ANOMIE Publishing, London ISBN 978-1-910221-56-3
- 2020, Horváth Márk – Lovász Ádám, Az eltűnés intenzitásai. Fényjátékok és szóródások Szűcs Attila festészetében Archiválva 2021. május 6-i dátummal a Wayback Machine-ben
- 2016, Hornyik Sándor, Jane Neal, Attila Szűcs Specters and Experiments
- 2016, SZIVÁRVÁNYBALESET, Kortárs szépírók találkozása Szűcs Attila képeivel
- 2014, Szűcs Attila: STILL LIGHT, ISBN 978-963-08-8018-3
- 2010, Szűcs Attila: Aura, ISBN 978-2-916694-23-8
- 2007, Szűcs Attila: Bubble Memory, 1991-2007, ISBN 978-963-06-3076-4
- 2006, Szűcs Attila: Bubble World, ISBN 963-06-1300-X, ISBN 978-963-06-1300-2
- 2004, Szűcs Attila: local news from nowhere, (a katalógusokban formailag hibás ISBN-nel szerepel) ISBN 693-460-142-1
- 2001, Szűcs Attila: Tisztaszoba, ISBN 963-440-716-1
- 2000, Szűcs Attila 1999-2000, ISBN 963-9279-04-8
- 1997, Szűcs Attila: Without Title,  ISSN 1216-5697, ISBN 963 7390 74 X
- 1993, Vier/Négy, Kiss, Nemes, Szűcs, Veress, Hu ISSN 1216-1697, ISBN 963 7390 25 1